# 星野アイエヌジー
星野アイエヌジー株式会社（ほしのアイエヌジー、英名Hoshino ING Corporation）は、かつて群馬県太田市に本社を置き、主に自作パソコン向けPCケース等、WiNDyブランド製品の設計・販売を行うメーカーであった。2007年設立。2008年ソルダム株式会社より事業移管。2012年6月15日 ホームページ上で廃業を表明。

## 事業移管に至る経緯
WiNDyは星野金属工業株式会社が1997年に販売を開始したCPUクーラーの製品名であったが、1998年に株式会社星野精工をソルダム株式会社と改称した際にブランド名とし、製造部門が星野金属工業、販売部門がソルダムの2社体制となった。1998年に販売を始めたPCケースは当時としては高価ながらも品質が高く、PCパーツの中でも一定の存在感を持つ製品を販売していた。2000年頃までは大幅に売上を伸ばすことに成功した。
だが、ソルダムは自社で通販サイトを展開していて、その販売価格が店舗での卸値並みに安く設定されていたため、ユーザーは割高になる店舗での購入を避けて通販サイトへ流れるようになり、そのため、店舗での取り扱いを中止するショップが多くなっていき、自社通販サイトでの廉価販売に頼らざるを得なくなった。2006年に星野金属工業が倒産した後は、製造を外部委託に移行していたが、品質の悪さが目立つようになっていた。外部委託後も自社通販サイトでの廉価販売を継続した結果、利益を確保できなくなり委託した製造会社が撤退したのが主なソルダムの倒産要因とされている。
ソルダムが倒産する前に作られていたウィンディディヴェロップメント株式会社に社員や資産を移管し、社名変更を行ったのが星野アイエヌジーであったとされており、ソルダムの倒産後に代表取締役であった星野泉は、星野アイエヌジーへの移管から同社のアドバイザー兼チーフプロデューサー有海啓介と名乗って活動していた後、2010年5月に星野アイエヌジーの代表取締役に就任する形で社長に復帰している。

## 廃業に至る原因
星野金属工業が倒産しソルダム単独体制となった後、一部店頭展示や販売を再開するショップもあったが、2008年にソルダムが倒産した際にショップは受注受付を停止したため、販売方法が自社通販サイトのみとなり、ショップ店頭で商品を確認しての購入ができなくなった。
自社通販サイトでの廉価販売は引き続き行われていたが、ソルダム活動時ほど安価ではなく、星野金属工業倒産後に発生した品質不安についても解消することはできなかった。
人的リソースの面でも、2004年ソルダムの取締役企画室長をしていた坂口信貴が退社後アビーを設立するなどソルダム倒産までに既に多くの人材が去っており、星野アイエヌジーになってからも設計担当が退社して元ソルダムの設計担当とLBJを設立、JIGENブランドでPCケースを販売する（2010年10月、PCケースから撤退を発表）など、主要な人材が離れていった。
また、契約アドバイザー兼チーフプロデューサーと名乗っていた頃も含め、ソルダムの代表取締役であった星野泉のワンマン体制であり旧態依然の廉価販売を連発し広告メールを頻繁に配信する手法から脱却できなかった。PCケース関連以外では2008年にはキーボード・マウス専用紫外線殺菌装置を販売し特許を出願するが、非常に高額な価格設定に加え、具体的な効果を示すことができずに自社通販サイトのみで販売を行ったためにごく少数を処分価格で販売する程度の売り上げを出すことしかできなかった。

## 倒産後の動き
星野アイエヌジーの倒産後、代表取締役であった星野泉はプリザーブドフラワーのネット販売に向けて準備を進めており公表した2012年12月より3ヶ月遅れて、お供え花・仏花を中心としたプリザーブドフラワー専門店を開業するとして販売サイトを開設、カルチャークラブ（LUCA 流花）社主と名乗って活動していた。法人設立は2013年度以降と発表したまま未設置であり、星野アイエヌジーの2代目代表取締役で倒産時に取締役であった茂木絵美子とスタッフ数人の個人活動としての開業であったが、2013年12月をもって販売サイトを閉鎖し廃業。2015年12月からは灘株太郎と名乗っての株式投資日記を公開、その他にも有名人批判、政治批判を中心としたブログ投稿の活動を行っている。

## 沿革
- 1982年 星野金属工業株式会社を設立する
- 1988年 株式会社星野精工を設立する
- 1997年 WiNDyブランドのCPUクーラーを発売
- 1998年 株式会社星野精工をソルダム株式会社と改称
- 2006年6月 星野金属工業倒産
- 2007年7月 ウィンディディヴェロップメント株式会社とウィンディシステムアンドマーケティング株式会社を設立する
- 2008年6月 ソルダム株式会社よりウィンディディヴェロップメント株式会社に事業を移管し、「星野アイエヌジー株式会社」に社名変更する
- 2008年7月 ソルダム倒産
- 2009年12月 本社を群馬県太田市新島町652-1（ソルダム跡地）から群馬県太田市飯塚町1557へ移転
- 2012年6月 星野アイエヌジー倒産
- 2013年3月 カルチャークラブ（LUCA 流花）開業
- 2013年12月 カルチャークラブ（LUCA 流花）廃業

### 経営陣
星野アイエヌジー
- 代表取締役 星野泉
- 取締役
  - 渡辺映子（財務担当、2009年7月まで代表取締役）
  - 茂木絵美子（2009年7月より2010年5月まで代表取締役）
  - 立川和也
  - 星野今日子
- 監査役 松本淳（群馬弁護士会所属）

ウィンディシステムアンドマーケティング
- 代表取締役 渡辺映子
- チーフプロデューサー 星野泉
- 取締役プロデューサー 茂木絵美子
- 監査役 松本淳

カルチャークラブ（LUCA 流花） - ピュアプリザーブドフラワー 流花～Luca～
- 社主 星野泉
- 店長 茂木絵美子

## 主な事業
- アルミニウムを主素材としたPCケースをはじめ、オリジナルアイディアによる各種製品、プロ用コンプリートPC等WiNDyブランド製品の開発・販売・サポート
- PCケース、コンプリートPC等PC関連製品のOEM製作
- ウエブサイトの企画・デザイン・制作から管理運用までのトータルウエブサービス
- オープンネットワーク技術、ECマーケティング技術を駆使した各種システムの開発・構築・運用管理

## 主な商品
主にアルミニウム合金を主材料としたPCケースやPC関連機器等を少数製造し販売を行っていた。製品名はアルミニウム製であることを強調するため、ALから始まる造語が使われている（太字はスチール製）。

### PCケース
- ミドルタワー型: ALCADIA LOTUS, ALEXER VX2200 MARK II
- ミニタワー型: ALEXER AX1000, ALEXER SX1000

### BTO PC
- フル組込PC: PARADOX

### 周辺機器
- WiNDy PC CARRIER: Alcart

### アルミアイテム
- キーボード・マウス専用殺菌装置: VIOZONE
- コースター: L46, R46

## 事業所
- 星野アイエヌジー - 群馬県太田市飯塚町1557
- ウィンディシステムアンドマーケティング - 群馬県太田市飯塚町1557
- カルチャークラブ（LUCA 流花） - ピュアプリザーブドフラワー 流花～Luca～ - 群馬県太田市鳥山上町1565-2

## 関連会社・団体
- 星野金属工業株式会社 - 2006年6月倒産
- ソルダム株式会社 - 2008年7月倒産
- ウィンディシステムアンドマーケティング株式会社 - 2012年6月倒産
- カルチャークラブ（LUCA 流花） - ピュアプリザーブドフラワー［ 流花（Luca） ］ - 2013年12月廃業

## 広告戦略
- 自社の運営する「WiNDy CLUB」登録会員向けにメールマガジンを配信することと、自社サイトでの商品紹介を主な宣伝活動としていた。
- ほぼ毎日1～5通と、非常に高い頻度で配信されるのが特徴であった。
- 会員向けに配信されている「WiNDy CLUB BREAKPOINT（業務ご連絡メール）」「WiNDy CLUB 会員の皆様へ」「BREAKTHROUGH」などのメールマガジンは事実上商品案内や広告でありながら「会員への重要な連絡」として配信されており、会員はメールの配信停止をすることはできなかった。配信を停止するには、メールのみで受付を行っているWiNDy Club事務局へ問い合わせを行い、事務局に退会を認められ手続きを完了させる必要があった。